# Lex Quinctia
La Lex Quinctia de aquaeductibus (9 a.C.) fu una legge promulgata a Roma al tempo di Augusto, dal console Tito Quinzio Crispino Sulpiciano per la regolamentazione degli acquedotti.
La legge riepilogava le norme a tutela degli acquedotti e stabiliva pesanti pene pecuniarie per chi vi contravveniva danneggiandoli. In particolare era vietato danneggiare gli acquedotti, ma anche captarne l'acqua per uso agricolo o di altra natura senza averne avuto il permesso. La legge vietava inoltre qualsiasi attività edilizia, agricola, o
pastorale presso gli acquedotti, che non fosse strettamente necessaria per la manutenzione dei luoghi o delle opere preesistenti.
Il testo della legge è giunto sino a noi per merito di Sesto Giulio Frontino, uno scrittore romano del I secolo d.C. che divenne Curator aquarum sotto l'imperatore Nerva.